# Phare de Craney Island
Le phare de Craney Island (en anglais : Craney Island Light), était un phare offshore de type screw-pile lighthouse situé à l'est de Craney Island (Virginia) (en), à l'embouchure de Elizabeth River sur la côte de Portsmouth dans le Comté d'Isle of Wight en Virginie. Cette lumière a remplacé le premier bateau-phare stationné de manière permanente aux États-Unis .

## Historique
Craney Island forme le côté ouest de l'entrée du port de Norfolk et est utilisée comme installation militaire depuis la guerre anglo-américaine de 1812. En 1820, un bateau-phare fut posté à l'est pour protéger le bord du chenal. Ce navire avait déjà été stationné près du haut-fond de Willoughby, mais il a été rapidement déplacé après avoir déterminé que le premier emplacement était trop exposé. C'était le premier poste de phare permanent dans le pays. Celui-ci fut remplacé en 1859 par la première de deux phares sur pilotis, une maison carrée conservée jusqu'en 1884. Cette année-là, la structure délabrée fut remplacée par une nouvelle maison hexagonale, qui fut à son tour supprimée en 1936 et remplacée par un éclairage automatisé sur l'ancienne fondation. Au début des années 1970, la lumière a été complètement retirée et remplacée par une bouée. Bien qu’il ne s’agisse pas d’un nom historique pour le navire ou la station, l'United States lightship Portsmouth (LV-101) commémore le premier navire-phare à Craney Island au Musée naval des chantiers navals de Portsmouth en Virginie.
Identifiant : ARLHS : USA-202

### Lien connexe
- Liste des phares en Virginie